# ディア・ファミリー 〜あなたを忘れない〜
『ディア・ファミリー 〜あなたを忘れない〜』（ディアファミリー あなたをわすれない、What They Had）は2018年のアメリカ合衆国のドラマ映画。監督はエリザベス・チョムコ、主演はヒラリー・スワンクとマイケル・シャノンが務めた。なお、本作はチョムコの監督デビュー作でもある。本作は日本国内で劇場公開されなかったが、2019年8月7日にDVDが発売される予定である。

## ストーリー
クリスマス・イブの夜、認知症を患うルースが徘徊のために行方不明になるという事件が発生した。すぐに発見されたために大事には至らなかったが、外は吹雪いており、まかり間違えれば凍死する可能性もあった。その知らせを聞いたルースの娘、ブリジット（ビティ）は実家に帰ることにした。兄のニコラス（ニッキー）は父親のノルベルトに「母さんを老人ホームに入れるべきだ」と言ったのだが、ノルベルトは決して首を縦に振ろうとはしなかった。ノルベルトは長年連れ添ってきた妻との別れを拒んでいたが、介護疲れが著しく、このまま単独で介護を続けるのは困難な状況にあった。

## キャスト
- ブリジット・アーツ（ビティ）: ヒラリー・スワンク
- ニコラス・エヴァーハート（ニッキー）: マイケル・シャノン
- ノルベルト・エヴァーハート: ロバート・フォスター
- ルース・エヴァーハート: ブライス・ダナー
- エマ・アーツ: タイッサ・ファーミガ
- エディ・アーツ: ジョシュ・ルーカス
- メアリー: サラ・サザーランド
- ゾーイ医師: エイミー・ガルシア
- デヴィッド: ジェイ・モンテパレ
- レイチェル: ジェニファー・ロビデュー

## 製作
2014年、エリザベス・チョムコは脚本『What They Had』をサンダンス・インスティテュートに提出し、それが高く評価されたため、同組織の脚本家ワークショップに参加できることになった。2015年9月、チョムコの脚本に対して、映画芸術科学アカデミーから映画化のための助成金が支給されることになった。2016年6月、同脚本の映画化に際し、チョムコ自ら監督を務めることになった。2017年3月、ヒラリー・スワンク、マイケル・シャノン、ロバート・フォスター、ブライス・ダナー、タイッサ・ファーミガの出演が決まったと報じられた。8月、サラ・サザーランドがキャスト入りした。12月、ダニー・マルハーンが本作で使用される楽曲を作曲することになったとの報道があった。

### 撮影
本作の主要撮影は2017年3月22日にシカゴで始まり、同年4月17日に終了した。

## 公開・興行収入
2017年5月、ブリーカー・ストリートが本作の全米配給権を獲得したと報じられた。2018年1月21日、本作はサンダンス映画祭でプレミア上映された。当初、本作は2018年3月16日に全米公開される予定だったが、後に公開日は同年10月19日に延期された。
2018年10月19日、本作は全米4館で限定公開され、公開初週末に1万7683ドル（1館当たり4421ドル）を稼ぎ出し、週末興行収入ランキング初登場46位となった。

## 評価
本作は批評家から好意的に評価されている。映画批評集積サイトのRotten Tomatoesには80件のレビューがあり、批評家支持率は88%、平均点は10点満点で7.3点となっている。サイト側による批評家の見解の要約は「『ディア・ファミリー 〜あなたを忘れない〜』は人生の岐路に立つ家族の描写において、笑いと涙を見出している。また、エリザベス・チョムコ監督は優れたキャスト陣から名演を引き出している。」となっている。また、Metacriticには24件のレビューがあり、加重平均値は69/100となっている。